# Kaplica Matki Bożej w Ostrowach Tuszowskich

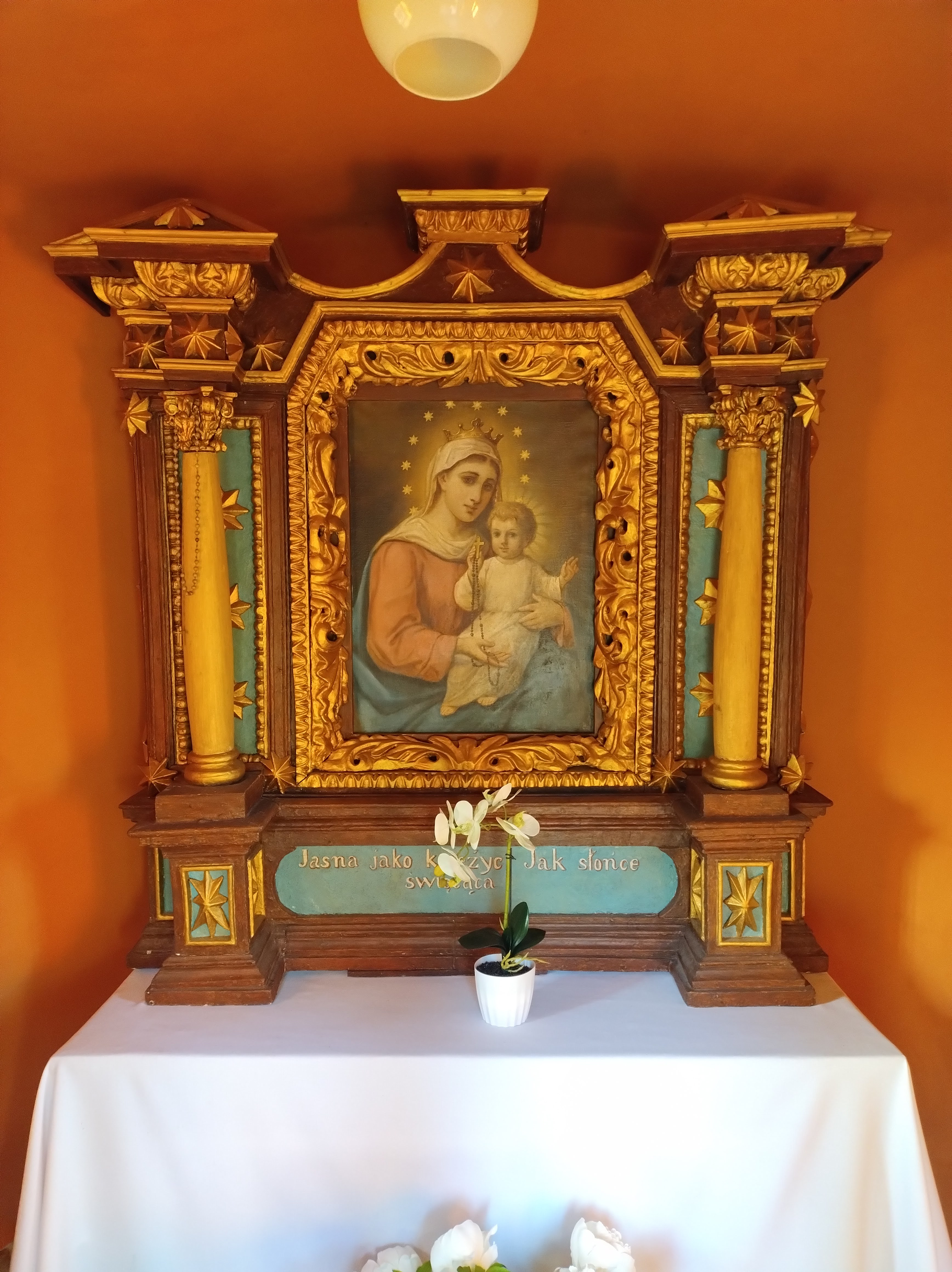
Barokowy ołtarz z wizerunkiem Matki Bożej Różańcowej

Kaplica Matki Bożej w Ostrowach Tuszowskich – zabytkowa kaplica z XIX wieku we wsi Ostrowy Tuszowskie w województwie podkarpackim.

## Historia
Budynek wzniesiono w 1882 roku z fundacji Mateusza Trojnowskiego. 28 września 2021 roku została wpisana do rejestru zabytków nieruchomych.
Znajdujący się w kaplicy obraz Matki Bożej Różańcowej miał zostać zakupiony w Leżajsku przez żebraczkę Marię Kusik. 23 września 1882 roku umieszczono go w ołtarzu głównym kościoła w Ostrowach Tuszowskich, w miejsce obrazu Madonny z Puszczy. Trzy dni później miał umrzeć kościelny, a 6 lutego 1883 roku proboszcz parafii, ks. Jan Wciślak. Wiernych parafii miała również dotknąć zaraza, co uznali za karę Boską. Wizerunek Madonny z Puszczy ponownie umieszczono w ołtarzu głównym, natomiast obraz Matki Bożej Różańcowej w 1888 roku przeniesiono do kaplicy. 

## Architektura
Kaplica utrzymana jest w stylu regionalnym. Murowana z cegły, otynkowana, założona na rzucie prostokąta, zamknięta trójbocznie. Elewacja frontowa z drzwiami płycinowymi, zwieńczona trójkątnym szczytem z wnęką, w której umieszczona była rzeźba Matki Bożej z Dzieciątkiem. Ściany z profilowanym, wieńczącym gzymsem. Okna prostokątne, zamknięte odcinkowo. Dach dwuspadowy, kryty blachą.
Wnętrze przykryte bardzo płaskim sklepieniem odcinkowym. Posadzka wykonana z cegły. We wnętrzu barokowy ołtarz z obrazem Matki Bożej Różańcowej.